# 崔胤貞
崔胤貞（韓語：최윤정，1971年09月7日—），韓國電視劇編劇。

## 作品

### 電視劇
- 2008年：MBC《Life特別調查團》
- 2008年：MBC《聚光燈》
- 2010年：MBC《Running, Go》
- 2011年：SBS《對我說謊試試》
- 2011年：E-Channel《女帝》
- 2014年：tvN《急診男女》
- 2014年：MBC《Mr. Back》
- 2016年：SBS《倒數第二次戀愛》

## 外部連結
- 崔胤貞在NAVER上的资料